# Renato Grilli
Renato Grilli (Borgo Val di Taro, 11 maggio 1945 – 21 agosto 2003) è stato un politico italiano.

## Biografia
Membro del Partito Comunista Italiano, negli anni '80 è segretario provinciale della federazione di Parma. Viene eletto alla Camera dei deputati nelle file del PCI nel 1987. In seguito alla svolta della Bolognina, aderisce al Partito Democratico della Sinistra, con il quale viene rieletto alle elezioni politiche del 1992. Termina il mandato parlamentare nel 1994. Dal 1990 al 1995 è stato anche consigliere comunale a Palanzano.
Dal 1995 al 2000 è presidente dell'Azienda Regionale per la Navigazione Interna dell'Emilia-Romagna.